# Robert Curry
Robert Curry (Nova Iorque, Nova Iorque, 14 de agosto de 1882 — ?) foi um lutador de luta livre norte-americano.

## Carreira
Foi vencedor da medalha de ouro na categoria peso-mosca-ligeiro em St. Louis 1904.